# Joseph R. Davis
Joseph Robert Davis (12. januar 1825 – 15. september 1896) var en konfødereret general under den Amerikanske borgerkrig og nevø af den konfødererede præsident Jefferson Davis. Hans tropper spillede en vigtig rolle under slaget ved Gettysburg.

## Biografi
Davis blev født i Mississippi, blev advokat og senator i staten Mississippi. Inden krigen havde han ledelse af et lokalt militskompagni. Han gik i konfødereret tjeneste i foråret 1861 som kaptajn i det 10. Mississippi Infanteri. Efter at have gjort tjeneste i Pensacola området i Florida kom han til præsident Davis' stab som oberst og aide-de-camp for sin onkel. Han blev udnævnt af præsident Davis til brigadegeneral i 1862. Bekræftelsen af hans udnævnelse trak imidlertid ud, på grund af kritik fra præsidentens kritikere. Han fik endelig sin rang den 15. september 1862.
Davis havde kommandoen over en brigade af infanteri omkring hovedstaden Richmond og i det sydøstlige Virginia. I det sene forår af 1863 blev han tildelt til Henry Heths Division, i 3. Korps af Army of Northern Virginia, som forstærkning for Robert E. Lee under hans invasion af Nordstaterne. Med kommando over 2., 11., 42. Mississippi samt 55. North Carolina infanteriregimenterne marcherede han ind i Pennsylvania.
Den 1. juli 1863 stødte Heths division på Unionskavaleri udenfor Gettysburg i Pennsylvania. Davis' Brigade var den anden konfødererede enhed, der blev indsat i kampen. Han indsatte alle sine regimenter undtagen 11. Mississippi og lod to af sine regimenter blive fanget i en ufærdig jernbaneudgravning, som var for dyb til at mændene kunne bruge den som skyttegrav (omkring 6 meter på det dybeste sted). De to regimenter fik mange sårede og tilfangetagne. Resterne af Davis' Brigade hvilede ud under kampen den 2. juli, men blev sendt i kamp igen den 3. juli. Davis førte sin brigade under det katastrofale angreb, der kaldes Pickett's Charge. Davis' brigade mistede 289 døde, 677 sårede og over 67 savnede/fangne, et tab på 44,7%.
Efter slaget blev Davis syg, og general Lee overvejede at opløse hans brigade, men han besluttede at lade være fordi Davis var præsidentens nevø. Davis vendte tilbage og gjorde tjeneste i resten af krigen i Lees hær. Han kæmpede i Slaget ved Spotsylvania Court House, Slaget ved Cold Harbor og under Belejringen af Petersburg. Han overgav sig sammen med resten af Army of Northern Virginia ved Appomattox Courthouse.
Joseph R. Davis tilbragte resten af sit liv med at være advokat. Han døde i Biloxi i Mississippi, og ligger begravet på Biloxi Cemetery.